# Victor Robert (Sportschütze)
Victor Robert (* 1863; † unbekannt) war ein belgischer Sportschütze.
Er nahm an den Olympischen Sommerspielen 1900, 1920 und 1924 teil. 
1900 nahm er sowohl im Einzel- als auch Mannschaftswettbewerb im Armeerevolver über 50 m teil. Im Einzel belegte er mit 351 Punkten den 16. Platz. Im Mannschaftsbewerb, der sich aus den addierten Ergebnissen der 5 Einzelteilnehmer ergab, belegte er mit seinen Teamkollegen Charles Lebègue, Pierre Eichhorn, Alban Rooman und Émile Thèves mit insgesamt 1823 Punkten den 4. und damit letzten Platz.
1920 startete er im Einzel- und Mannschaftswettbewerb im Kleinkaliber über 50 m. Im Einzel ist seine Punktzahl und sein genaues Ergebnis nicht bekannt, man weiß nur, dass er es nicht unter die besten drei schaffte. Im Mannschaftsbewerb belegte er mit seinen Teamkollegen Paul van Asbroeck, Philippe Cammaerts, Louis Andrieu und Norbert Van Molle mit insgesamt 1785 Punkten den 6. Platz.
1924 nahm er am Einzelwettbewerb der Schnellfeuerpistole über 25 m teil. Dort konnte er 13 Punkte erzielen und belegte damit den 41. Platz.